# مگان کراسون
مگان کراسون (انگلیسی: Megan Crosson؛ زادهٔ ۱۳ مهٔ ۱۹۹۴) بازیکن فوتبال اهل ایالات متحده آمریکا است.
از باشگاه‌هایی که در آن بازی کرده‌است می‌توان به واشینگتن اسپیریت اشاره کرد.